# Samostan Saint-Pierre de Brantôme
Samostan Saint-Pierre de Brantôme v departmaju Dordogne je nekdanji benediktinski samostan,  ki ga je leta 769 ustanovil Karel Veliki v škofiji Périgueux. Odpravljena je bila med francosko revolucijo. Samostanska cerkev (11. in 13. stoletje), del križnega hodnika (14. stoletje) in samostanske stavbe (18. stoletje), v katerih sta dva občinska muzeja in mestna hiša Brantôme, obstajajo še danes.

## Zgodovinski spomenik
Cerkev samostana je bila že leta 1840 uvrščena med »zgodovinske spomenike«, paviljon, znan kot »čuvarjeva hiša« (ali »renesančni paviljon«), in stolp, ki je pripadal nekdanji opatiji, pa sta bila 2. marca 1891 uvrščena med zgodovinska spomenika. . Ukrivljeni most in tri renesančna skladišča v nekdanji opatiji so bili 13. januarja 1912 uvrščeni med zgodovinske spomenike, križni hodnik iz 14. stoletja, pritlični prostori do križnega hodnika, fasade in strehe, tesarstvo in stopnišče znotraj samostanskega poslopja iz 17. stoletja je bilo leta 1957 uvrščeno med zgodovinske spomenike.
»Medičejski vodnjak« in »Porte des Réformés« sta bila 12. januarja 1931 uvrščena na seznam zgodovinskih spomenikov. Jame samostana, vrt in mlin (zdaj restavracija) so bili po letu 1957 uvrščeni med zgodovinske spomenike. 15. novembra 2021 so bili drugi deli nekdanjega samostana (poleg tistih, ki so že razvrščeni) vpisani kot zgodovinski spomeniki, vključno s prezbiterijem, notranjostjo in dvoriščem stavbe, preddverjem med samostanom in reko Dronne, opatovim vrt in "Jardin des Reposoirs". 

## Zgodovina
Samostan Brantôme je bil zgrajen na izjemnem mestu. Stoji ob vznožju pečine v obliki polmeseca, nad katero se razprostira gozdnato območje, na bregovih reke Dronne, ki obdaja srednjeveško mesto in ga ščiti pred prevladujočimi vetrovi.
Od 8. stoletja naprej so v jamah živeli menihi, ki so sledili pravilu sv. Kolumbana Luksejskega, saj jim je skala nudila zavetje in dragoceno surovino za gradnjo samostana. Po izročilu jo je posvetil Karel Veliki, ki je tja položil relikvije mučenega otroka, enega od svetih nedolžnih, svetega Sikarija. Dve pozlačeni leseni plošči iz 17. stoletja v koru cerkve prikazujeta darovanje in poboj.
Leta 817 se je opat Brantôme udeležil sinode v Aachnu, ki jo je sklical Karel Veliki, da bi reformiral meniško življenje v svojem kraljestvu. Od tega prvega samostana ni ohranjeno nič, niti vedenje o natančnem kraju njegove izgradnje. Prvi samostan so Normani dvakrat oplenili in dokončno uničili leta 848 in 857.
Okoli leta 900 je Bernard, grof Périgord, vrnil posestva, podedovana po očetu, samostanu Brantôme. Menihi so postopoma zgradili nov samostan. Od 10. stoletja je samostan ponovno dosegel nekaj blaginje. Takrat je bil zgrajen zvonik v obliki kletke z zatrepi v limuzinskem romanskem slogu (11. stoletje).
Grimoald, opat iz Brantôma, je bil leta 991 imenovan za škofa Angoulêma. Obdržal je naslov samostana Brantôme in zahvaljujoč temu dohodku je lahko zgradil novo stolnico v Angoulêmu, ki je bila slovesno odprta leta 1017.
V tem prvem stoletju novega tisočletja je samostanska disciplina v Brantômu nekoliko popustila. Elia, grof Périgord, je leta 1080 odstopil svoje pravice nad Brantômom opatu opatije La Chaise-Dieu. Ta sprememba je privedla do reforme skupnosti, ki jo je osvobodila posvetne oblasti in dala samostanu nov razvoj, ki se je nadaljeval v 12. in 13. stoletju. Mesto je napredovalo in postalo postanek za romarje na poti v Santiago de Compostela. Verske stavbe, ki so jih delno uničile anglo-francoske vojne, so v renesansi obnovili.
Stoletna vojna je povzročila največjo škodo v Brantômu. Samostan so leta 1382 opustošile in obnovile čete Raymonda II. de Montauta, vladarja Mussidana, preden so jo Angleži leta 1480 spremenili v nekakšen grad. Porušeno samostansko cerkev so obnovili šele leta 1465, križni hodnik pa 1480.
Leta 1501 je skupnost štela le 13 menihov in zaradi izbire opata so nastali notranji spori, ki so privedli do imenovanja dveh opatov. Kriza je trajala 3 leta in se končala s predajo samostana kardinalu d'Albretu, prvemu opatu. Ko je leta 1520 umrl, so izbruhnili novi nemiri in pet kandidatov se je za položaj borilo osemnajst let. Končno je bil leta 1538 Pierre de Mareuil, škof iz Lavaurja, priznan za opata in si je prizadeval obnoviti samostansko življenje in mir v samostanu. Brantôma je pridružil kongregaciji samostana Saint-Pierre de Chezal-Benoît. Ustanovitev je bila zaključena leta 1559 in pet let pozneje je skupnost štela 37 redovnikov. V tej kongregaciji je imel samostan tudi svoje prihajajoče opate. Najbolj znan med njimi je bil zgodovinar Pierre de Bourdeille, znan kot "Brantôme" (opat od 1558 do 1614). Njegov mandat je rešil samostan med hugenotskimi vojnami. Dvakrat so protestanti prišli v samostan, ki jim je odprl vrata. Spoštovali so samostan, ki je bil takrat bogat in uspešen.
Leta 1636 se je župnija Chezal-Benoît pridružila kongregaciji Saint-Maur. Brantôme je bil eden prvih, ki je sprejel to vključitev. Na tej točki se je samostan znašel v moralno in materialno slabem položaju. Mauristi so stavbe obnovili ali na novo zgradili. Leta 1768 Brantôme ni imel več kot osem menihov. Med revolucijo je bila samostan razpuščen.

## Arhitektura
Z arhitekturnega vidika je Brantôme romanski samostan. Gotski so cerkveni oboki, prezidani v 15. stoletju.
Zvonik samostanske cerkve (11. stoletje) je verjetno najstarejši zvonik v Franciji. Ni bil zgrajen na vrhu cerkve, temveč na 12 metrov visoki skali nad njo. Njegova štirinadstropna arhitektura je nenavadna.
Samostan je delno vzidan v skalo. V ducatu skalnih votlin so bile kurilnica in meniška umivalnica, mlin in jamski golobnjak.
V Jami poslednje sodbe iz 15. stoletja so reliefi.
Leta 1850 je francoska država naročila perigorijskemu slikarju Jacquesu-Émilu Lafonu, da naslika stensko poslikavo za Marijino kapelo.
Skozi stoletja je bila samostan večkrat predelan in na novo zgrajen. Cerkev je bila prezidana v 12. stoletju in predelana stoletje kasneje. Po stoletni vojni so jo v 15. stoletju obnovili. V tem času, med letoma 1465 in 1539, je bil prezidan tudi križni hodnik. Kasneje je samostansko cerkev od leta 1850 obsežno prenovil arhitekt Paul Abadie, učenec Eugèna Viollet-le-Duca. Leta 1858 je dal arhitekt odstraniti tri galerije križnega hodnika.
Stavbe, ki tradicionalno obdajajo križni hodnik, je v 17. stoletju preoblikoval Abbé le Prestre, sorodnik Sébastiena Le Prestre de Vaubana. Iz tega obdobja je tako imenovano Vaubanovo stopnišče, kamnito stopnišče z erkerjem. Stopnišče je omogočalo dostop do dela samostana, kjer so bili gostje in romarji, ter ambulante. Porušen opatijski grad je bil leta 1744 popolnoma odstranjen in na njegovem mestu dozidan obstoječ objekt.

### Slike cerkve
- Ladja in kor opatske cerkve
- Nizki relief iz 14. stoletja (Kristusov krst)
- Krstilnik na distihu iz 12. stoletja
- Skulptura, ki prikazuje pokol nedolžnih
- Ostanki križnega hodnika
- Dvorišče samostana, kjer so danes muzej Fernanda Desmoulina in nekaj razstavnih prostorov
- Zvonik nad samostanom in cerkvijo

### Zunanja obnova samostana
- Renesančni paviljon in okrogel stolp
- Zakrivljeni most pred renesančnim paviljonom
- Vauban-stopnišče
- Eno od treh repozitorijev
- Medičejski vodnjak z doprsnim kipom Pierra de Bourdeilla
- Oppatijski mlin

### Jama
Ostanki prvega benediktinskega samostana Brantôme (8. stoletje) so bili vklesani v apnenčasto skalo in so zdaj delno skriti v samostanskih stavbah. V skalah so še vedno vidni ostanki bivališč in bivalnih prostorov, večkrat spremenjenih v tisočletju, golobnjaki, vklesani v apnenčasto skalo, in čudežni vodnjak, posvečen svetemu Sikariju, čigar relikvije naj bi samostanu predal Karel Veliki in so v cerkvi še ohranjene. Tu so tudi ostanki ribogojnice, kjer so gojili mlade losose. Ena od velikih "jam" (pravzaprav velike komore, vklesane v apnenec), znana kot Jama poslednje sodbe, vsebuje dva monumentalna reliefa. Podzemni del samostana je mogoče obiskati brez vodnika, vendar s pojasnjevalnimi tablami. Obisk lahko kombinirate z muzejem Fernand Desmoulin, ki je nasproti pečine.
- Koridor
- Ostanki prvega benediktinskega samostana

### Jama poslednje sodbe
Severozahodno od jamskega kompleksa je Jama Poslednje sodbe z dvema izjemnima reliefoma. Najbolj impozantna je skulptura Poslednje sodbe, kjer prevladuje silhueta Boga Očeta. Na desni je drugi relief, domnevno iz 17. stoletja, ki prikazuje Jezusovo križanje, pri čigar nogah so Marija Magdalena, klečeča Devica Marija in apostol Janez s klečečim duhovnikom na obeh straneh.
- Jama poslednje sodbe
- Križanje (nizki relief)
- Velik relief
- Pogled na vhod